# Уборки (Речицкий район)
Уборки (бел. Уборкі) — посёлок в Борщевском сельсовете Речицкого района Гомельской области Белоруссии.
На юге граничит с лесом.

## География

### Расположение
В 24 км на юго-восток от Речицы, 6 км от железнодорожной станции Якимовка (на линии Гомель — Калинковичи), 27 км от Гомеля.

### Гидрография
На севере мелиоративный канал.

## Транспортная сеть
Рядом автодорога Калинковичи — Гомель. Застройка деревянная, редкая, усадебного типа.

## История
Основан в начале XX века переселенцами из соседних деревень. В 1908 году в Якимовослободской волости Речицкого уезда Минской губернии. В 1932 году жители вступили в колхоз. 5 жителей погибли на фронтах Великой Отечественной войны. Согласно переписи 1959 года в составе совхоза «Борщевка» (центр — деревня Борщевка).

## Население

### Численность
- 2004 год — 5 хозяйств, 6 жителей.

### Динамика
- 1908 год — 3 двора, 20 жителей.
- 1959 год — 59 жителей (согласно переписи).
- 2004 год — 5 хозяйств, 6 жителей.